# Xouthos (essai nucléaire)
Pour les articles homonymes, voir Xouthos (homonymie).
Xouthos est le 210e et ultime essai nucléaire français, qui s'est déroulé le 27 janvier 1996 à Fangataufa en Polynésie. Il est le sixième de la dernière campagne d'essais qui s'est déroulée de 1995 à 1996 sous la présidence naissante de Jacques Chirac. C'est un essai souterrain en puits à l'intérieur du lagon.
Ce nom peut avoir été inspiré aux concepteurs de l'essai par la philosophie de l'antique Grec Xouthos voire par le roi mythologique homonyme.[réf. souhaitée]